# Hutchinson S.A.
Hutchinson S.A. es un fabricante de neumáticos con sede en París, Francia.
Fue fundada en 1853 por Hiram Hutchinson y comenzó a fabricar neumáticos para bicicletas en 1890. Además de neumáticos de bicicleta, se especializa en sellados, aislamientos, y sistemas de transferencia de fluidos. Cuenta con 27.400 empleados en 117 sitios en 27 países.
Hutchinson presentó neumáticos sin cámara para bicicletas de carretera en el 2006.
Actualmente Hutchinson es el último fabricante francés de neumáticos de bicicleta que fabrica sus productos en Francia.